# Sérgio de Souza Silva
Sérgio de Souza Silva (Joinville, 22 de agosto de 1958) é um político brasileiro.
Filho de Osvaldo Marcelino da Silva e de Maria de Sousa Silva. Casou com Carla Eland Silva, com quem teve filhos.
Sérgio Silva foi deputado à Assembleia Legislativa de Santa Catarina na 13ª legislatura (1995 — 1999).
Em Joinville, Sérgio Silva foi vereador em três legislaturas: 10ª Legislatura (1983 a 1989), 11ª Legislatura (1989-1992) e 12ª Legislatura (1993-1996).